# Малий Колоярчик
Малий Колоя́рчик (рос. Малый Колоярчик) — присілок складі Наровчатського району Пензенської області, Росія.
Населення — 2 особи (2010; 19 у 2002).
Національний склад станом на 2002 рік:
- росіяни — 95 %